# Golf-Airline
Unter dem Begriff Golf-Airlines werden Fluggesellschaften mit Sitz in Ländern am Persischen Golf zusammengefasst. Seit der Gründung von vor allem Emirates, Qatar Airways und Etihad Airways haben sich die drei Flughäfen Dubai, Doha und Abu Dhabi als Drehkreuze und Konkurrenz zu bisher in Europa, Nordamerika und Asien etablierten Fluggesellschaften entwickelt. Vor allem auf den Routen von Europa nach Ostasien, Südostasien und Australien sowie von Nordamerika nach Asien sind neue und oft für Flugreisende attraktive Angebote hinzugekommen. Sie zeichnen sich durch zum Teil besseren Bordservice und niedrigere Ticketpreise aus.
Durch das Angebot der Golf-Airlines haben sich die angebotenen Kapazitäten vor allem der großen Luftfahrtkonzerne Lufthansa, IAG und Air France-KLM in Europa sowie von Singapore Airlines, Thai Airways und Malaysia Airlines in Asien zwischen beiden Kontinenten deutlich verringert. Die Golf-Airlines konnten hingegen in den vergangenen zwei Jahrzehnten deutliche Zuwächse verzeichnen. Zwischenzeitlich hat sich der Kampf um die Passagiere auch auf Nordamerika ausgeweitet.
Die deutsche Lufthansa musste in den vergangenen Jahren aufgrund der härteren Konkurrenz Richtung Asien rund 20 Flugziele in Nah- und Fernost bisher dauerhaft aus ihrem Angebot streichen, darunter Karachi, Taschkent, Hyderabad, Kalkutta, Busan, Guangzhou, Jakarta, Manila, Kuala Lumpur, Denpasar, Abu Dhabi.
Seit einiger Zeit haben sich zusätzlich in der Nähe der Golf-Airlines-Drehkreuze auch Istanbul mit Turkish Airlines sowie Addis Abeba mit Ethiopian Airlines etabliert.

## Geschichte
Die Staaten am Persischen Golf haben auf der Suche nach Geschäftsmodellen als Ersatz zur wahrscheinlich mittel- bis langfristig zurückgehenden Förderung fossiler Treibstoffe (Erdöl, Erdgas) sich unter anderem zur Etablierung neuer Luftfahrtdrehkreuze zusammen mit dem Betrieb eigener Fluggesellschaften entschieden.

## Politik
Die rasante Entwicklung der Golf-Airlines mit neuer Hub-Funktion hat auch in den Heimatländern betroffener konkurrierender Fluggesellschaften die Politik auf den Plan gerufen. Vor allem bei der Ausgestaltung von zwischenstaatlichen Luftfahrtabkommen oder der Definition von gemeinsamen Wettbewerbsbedingungen (oft unter dem Stichwort „Level Playing Field“) wird versucht, die Märkte einerseits abzugrenzen, aber auch die Bedingungen anzugleichen.
Seitens europäischer Fluggesellschaften wird häufig ein erschwerter Marktzugang genannt, etwa durch:
- ungleiche Marktchancen
- ungleiche Arbeitnehmerrechte
- Verdacht von Subventionen bei Golf-Airlines und
- mögliche Abhängigkeit von Luftfahrtbehörden am Persischen Golf

Die Golf-Airlines selbst haben diese Punkte bisher zurückgewiesen bzw. nicht bestätigt.
Die Katar-Blockade 2017 hat den Golf-Airlines weniger Wachstum verschafft. Vor allem Qatar Airways verzeichnete schwere Verluste.

## Fluggesellschaften
Maßgeblich werden die Golf-Airlines von den drei großen dominiert. Daneben sind unter anderem am Flughafen Bahrain noch Gulf Air, am Flughafen Dubai Flydubai und am Flughafen Maskat in Oman noch Oman Air aktiv.

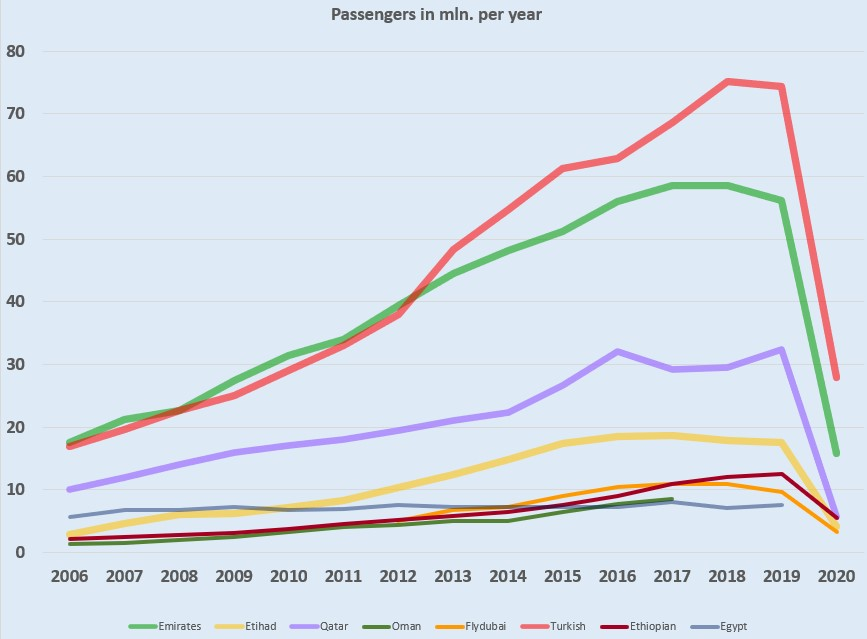
Entwicklung der Passagiere von Golf-Airlines 2006-2020, im Vergleich mit Fluggesellschaften weiterer Drehkreuze in Arabien und im östlichen Afrika.

- Bahrain: Gulf Air (Drehkreuz Bahrain)
- Katar: Qatar Airways (Doha)
- Oman: Oman Air (Maskat)

- Vereinigte Arabische Emirate:
  - Emirates (Dubai)
  - Etihad (Abu Dhabi)
  - Flydubai (Dubai)

Auf der Liste der größten Fluggesellschaften der Welt wird als einzige Emirates genannt (nach Passagieren).